# Sávská bánovina

Sávská bánovina na mapě meziválečné Jugoslávie

Sávská bánovina nebo Sávský Banát (chorvatsky Savska banovina), byla provincie (bánovina) Království Jugoslávie v letech 1929 až 1941. Byla pojmenována po řece Sávě a sestávala z velké části dnešního Chorvatska (oblasti historické Chorvatsko a Slavonie). Do roku 1931 zahrnovala také Bílé Kraňsko, nyní součást Slovinska. Hlavním městem Sávské Banoviny byl Záhřeb.
V roce 1939 byla Sávská bánovina sloučena s Přímořskou bánovinou a částmi sousedních provincií a vznikla Chorvatská bánovina. V roce 1941 za druhé světové války obsadily mocnosti Osy bývalou oblast Sávské Banoviny. Malé oblasti byly anektovány fašistickou Itálií a Maďarskem a zbytek se stal součástí nezávislého státu Chorvatsko. Po druhé světové válce se region stal součástí Chorvatska v rámci federální komunistické Jugoslávie.